# Shi Cheng

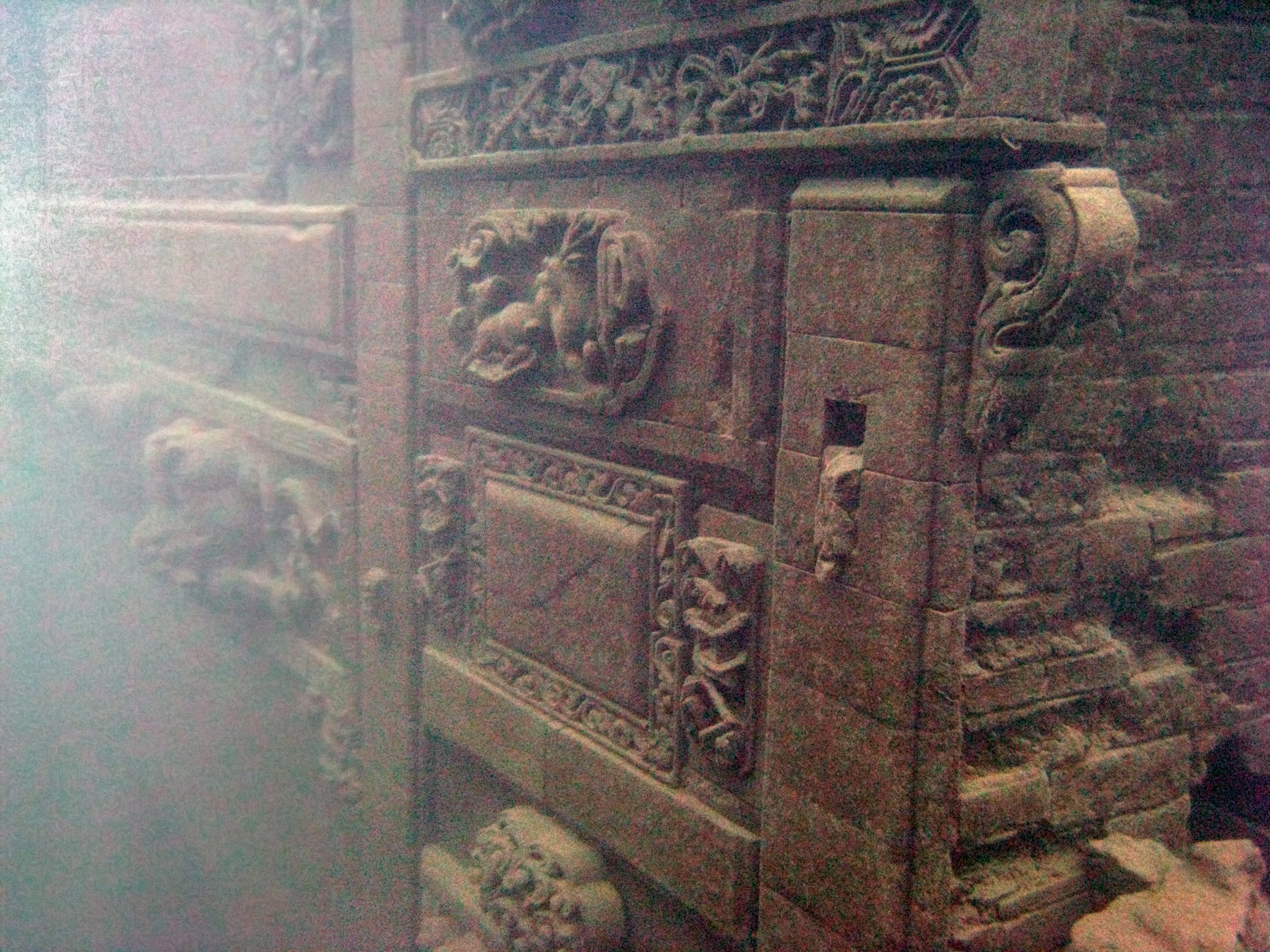
Detale ścienne na jednym z zatopionych domów

Shi Cheng (chiń. 獅城) dosł. Lwie Miasto – starożytne miasto, założone w okresie wschodniej dynastii Han ok. roku 208. Shi Cheng leżało w powiecie Chun’an (administrowanym przez miasto Hangzhou) w prowincji Zhejiang. Nazwa miasta wywodzi się od wzniesienia, pod którym leżało – Wu Shi (五山獅), dosł. Góra Pięciu Lwów. W 1959, w wyniku budowy sztucznego jeziora Qiandao Hu przesiedlono ok. 290 tys. lokalnych mieszkańców, a miasto zostało w całości zatopione. Obecnie znajduje się na głębokości 25–40 m i jest udostępnione do badań płetwonurkom i nazwane Nową Atlantydą.